# Tramping
 (février 2009).
Si vous disposez d'ouvrages ou d'articles de référence ou si vous connaissez des sites web de qualité traitant du thème abordé ici, merci de compléter l'article en donnant les références utiles à sa vérifiabilité et en les liant à la section « Notes et références ».

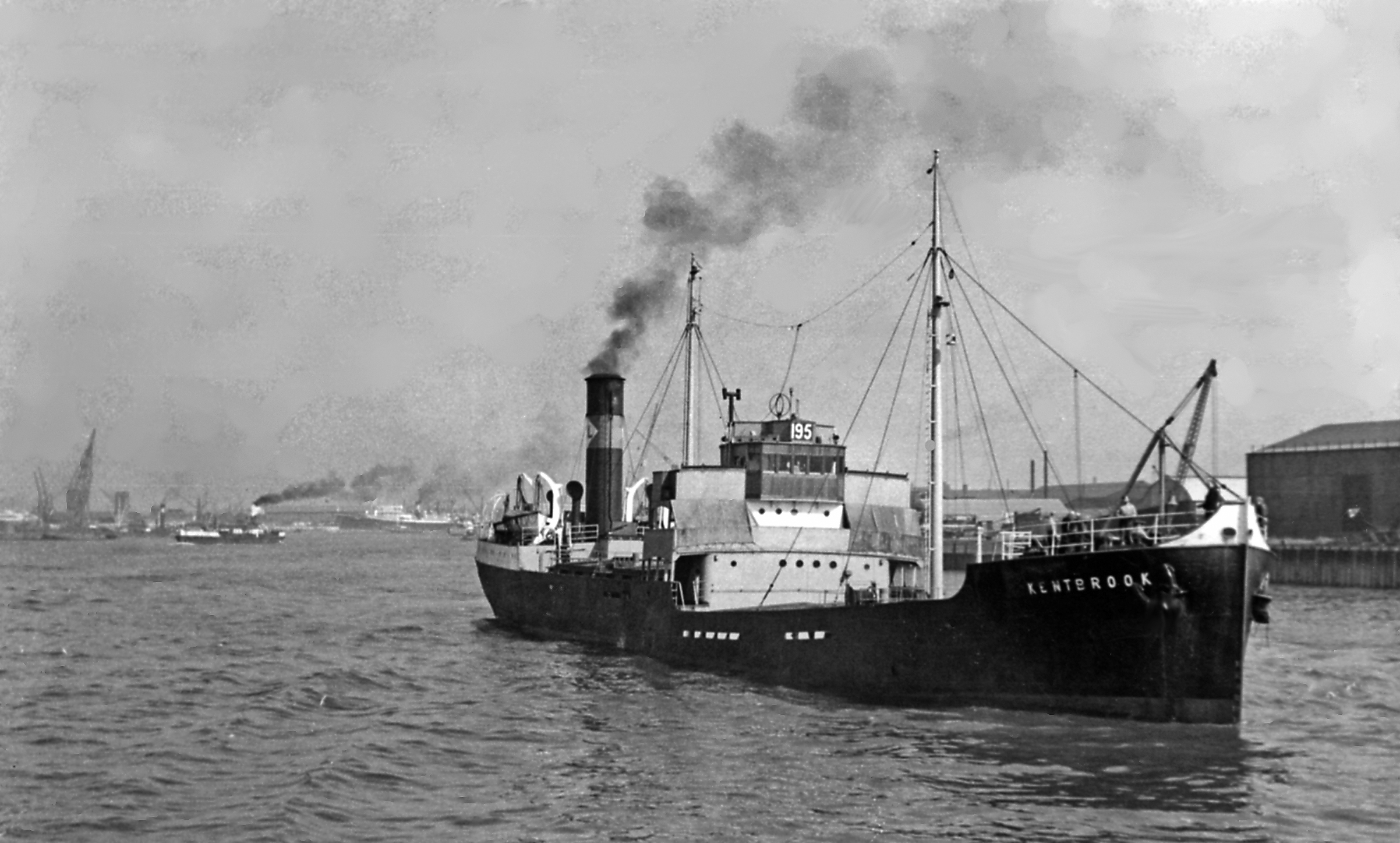
Le tramp steamer Kentbrook au large du port de Woolwich

Le tramping (de l'anglais tramp : vagabond) anglicisme couramment utilisé, désigne le transport maritime à la demande, par un navire de commerce non affecté à une ligne régulière. C'est une forme de colportage de port en port. Les navires utilisés pour le tramping sont appelés tramp steamer.

## Histoire
Au  XIXe siècle, avec la croissance du commerce maritime et la complexité des opérations de transport, le marché se divisa en 3 segments : les passenger liners, les cargo liners et le tramping.
Le premier développement de transport maritime prit place avec l'émergence du tramping.
Le tramping est un service que le propriétaire rend à l'affréteur en lui louant ou en mettant à disposition son navire pour transporter des cargaisons de différentes sortes. C'est un service qui ne réside que sur la demande des affréteurs. C'est en quelque sorte la raison pour laquelle des navires faisant du tramping révèlent souvent une situation économique fragile.
Le transport, les activités et les itinéraires dans le domaine du tramping se font de façon irrégulière comparés au transport de ligne régulier qui a toujours un itinéraire fixe où les ports et dates sont connus à l'avance et les prix sont fixes. Alors qu'à chaque voyage fait par un navire tramping, le prix et la quantité de cargaison sont négociés.
Les navires tramping sont affrétés pour des voyages particuliers ou pour une certaine période. Ils opèrent sur tous les océans et font toutes les destinations selon le fret, à moins que certaines conditions ne le leur interdisent, comme les profondeurs de certains ports ou des exigences légales. Ils sont parfois affrétés par des compagnies de ligne régulière pour opérer dans leur service, mais juste pour un certain temps. Pendant ce laps de temps, ils cessent d'agir comme des navires faisant du tramping. En résumé, chaque voyage est différent.
Les navires utilisés dans le tramping sont souvent des vraquiers et des cargos polyvalents qui sont utilisés aussi dans le service de ligne régulière. Ils transportent des marchandises en vrac comme du charbon et du grain. Bien évidemment, Ils ont une construction qui est différente de celle des navires de ligne régulière et à passagers. Ils sont construits en vue d'économiser car leur capital et coûts d'opérations sont inférieurs aux autres types de services. C'est pourquoi ces navires sont de dimension moyenne et sont d'une conception simple avec juste un faux-pont. La vitesse utilisée est la vitesse économique (ex: 10 nœuds) sachant que la vitesse moyenne d'un navire est de 13 a 14 nœuds. Ils possèdent aussi des apparaux de charge.
Les opérateurs de tramping sont souvent des petits propriétaires qui ne possèdent que 1 ou 2 navires. Malgré les coûts d'opérations à bon prix qu'offrent le service tramping, ils sont toujours désavantagés par rapport au service de ligne régulière. Celle-ci est adaptée à transporter des cargaisons de grande valeur et qui rapportent énormément  mais aussi elle transporte des cargaisons qui ont besoin d'être acheminées très rapidement en un laps de temps précis.
Les navires tramping ont une capacité de chargement assez grande, ce qui leur permet ainsi de transporter de grandes quantités pour pallier un peu leur faible vitesse. Ils ont aussi l'avantage d'avoir des clients réguliers.